# エウセビウス (ローマ教皇)
エウセビウス（Eusebius, ? - 310年）は、第31代ローマ教皇（在位：310年4月18日 - 8月17日）。

## 概要
在位期間は4月18日から8月17日までと短く、最後は西ローマ帝国皇帝マクセンティウスによって追放された。前任のマルケルス1世と同様に、背教者への厳しい態度から困難な状況に陥った。
エウセビウスは追放先のシチリアで310年に亡くなり、カリクストゥスの墓地に葬られた。その後教皇ダマスス1世が彼の墓に8言の詩をあしらったエピタフを贈った。
記念日は9月26日である。